# Marcus Wandt
Marcus Wandt (* 21. září 1980) je švédský testovací pilot a astronaut ESA, 611. člověk ve vesmíru. Při své kosmické misi Axiom Mission 3 z programu komerčních letů společnosti Axiom Space strávil počátkem roku 2024 necelých 22 dní ve vesmíru, z toho 18 na Mezinárodní vesmírné stanici (ISS).

## Mládí a vzdělání
Narodil se v městečku Mora, ale vyrůstal v městě Hammarö u Karlstadu ve Švédsku. Kromě švédského občanství po otci má po matce také norské.
Po absolvování gymnázia v Karlstadu studoval od roku 2000 obor elektrotechnika se zaměřením na elektroniku a umělou inteligenci, komunikační technologie a základní vesmírné technologie na Chalmersově technické univerzitě v Göteborgu, kde také v roce 2007 získal magisterský titul.

## Vojenská kariéra
Souběžně s vysokoškolským studiem se nejprve v roce 2003 zapojil do důstojnického programu na Vojenské akademii Karlberg v Solně nedaleko Stockholmu, kde získal velitelský výcvik, a o rok později také do studia na Výcvikové škole Švédského letectva, kde v roce 2006 získal potřebnou kvalifikaci a stal se stíhacím pilotem.
V letectvu působil do roku 2014. Létal na strojích Saab JAS 39 Gripen, prošel různými velitelskými funkcemi a dosáhl hodnosti podplukovníka letectva. V letech 2013 a 2014 absolvoval Školu zkušebních pilotů Námořnictva USA na letecké základně Patuxent River v Marylandu. Studium ukončil jako nejlepší v ročníku a získal kvalifikaci experimentálního zkušebního pilota.

## Kariéra v průmyslu
Ještě v roce 2014 uplatnil nově nabytou kvalifikaci ve společnosti SAAB Aeronautics ve švédském Linköpingu. V roce 2018 se stal zástupcem hlavního zkušebního pilota a o 2 roky později hlavním pilotem a vedoucím letového provozu. Jako první na světě létal s novým typem letounu Gripen označovaným Gripen E.

## Astronaut ESA
V roce 2021 ho manželka upozornila na výběr nových astronautů, který zahájila Evropská kosmická agentura. Přihlásil se a po absolvování všech předepsaných testů byl v listopadu 2022 zařazen do skupiny 12 záložních astronautů ESA. Tam agentura zařadila uchazeče, kteří sice řádně prošli celým výběrovým procesem, ale v danou chvíli nemohli být přijati za řádné členy oddílu evropských astronautů, do něhož prošlo pouze 5 jejich úspěšnějších kolegů. Záložní astronauti proto zůstali proto u svých dosavadních zaměstnavatelů, ale s ESA uzavřeli smlouvu a získali základní podporu, čímž si ESA vytvořila zásobník způsobilých uchazečů schopných zahájit základní výcvik okamžitě, když se pro ně v budoucnu najde „projekt” – příležitost k letu.
A právě to se stalo Wandtovi, když se ve Švédsku podařilo složit z různých zdrojů částku 400 až 450 milionů švédských korun a pořídit za ně místo v jednom z komerčních kosmických letů na ISS, které organizuje americká společnost Axiom Space. Na projekt finančně přispělo švédské ministerstvo školství, národní kosmická rada, ozbrojené síly, Švédská kosmická společnost (SSC), společnost Saab a průmyslová skupina FAM. Podle dostupných zdrojů činil příspěvek státních institucí asi 200 milionů švédských korun. Wandt se stal projektovým astronautem – dočasným členem oddílu astronautů ESA na dobu do ukončení projektu – a podstoupil zrychlený trénink. Do vesmíru se tak podíval dříve než pět řádných členů oddílu astronautů ESA, kteří byli vybráni ve stejné době jako Wandt, ale procházeli standardní přípravou a po základním výcviku se stali kariérními astronauty schopnými zařazení do standardních, nekomerčních posádek.

### Kosmický let – Axiom Mission 3
Na přelomu ledna a února 2024 absolvoval jako komerční astronaut ve funkci letového specialisty kosmické lodi Crew Dragon kosmický let Axiom Mission 3 k ISS. Stal se druhým Švédem ve vesmíru. Čtyřčlennou posádku kromě něj tvořil profesionální astronaut a velitel mise Michael López-Alegría a další dva komerční astronauti, italský letecký inženýr Walter Villadei a turecký vojenský pilot Alper Gezeravci. Ve vesmíru strávili 21 dní, 15 hodin a 40 minut.

## Soukromý život
S manželkou Karinou a dětmi žije v Linköpingu.